# Ich heirate dich doch
Ich heirate dich doch (auch bekannt unter den Titeln Das gewisse Etwas und Haftbefehl der Liebe) ist eine US-amerikanische Screwball-Komödie aus dem Jahr 1948 von Robert B. Sinclair mit Tyrone Power und Gene Tierney in den Hauptrollen. Der Film wurde von 20th Century Fox produziert und ist eine Neuverfilmung des 1937 gedrehten Films Love Is News von Tay Garnett, in dem Tyrone Power ebenfalls mitspielte.

## Handlung
Über die wilde Erbin einer Supermarktkette, Sara Farley, wird in der Regenbogenpresse gerne berichtet. Insbesondere Thomas Tyler schreibt für den New York Chronicle eine Reihe von Artikeln über die lebenslustige Frau. Sein Herausgeber Duffy ist an Zitaten von Sara interessiert. Als Sara mit ihrem Verlobten Graf de Guyon und ihrer Tante Cornelia in den Skiurlaub nach Sun Valley reist, fährt ihr Thomas hinterher. Er gibt sich als Tom Thomas aus, der für eine kleine lokale Zeitung schreibt. 
Eine Tour mit dem Hundeschlitten mit Tom als Fahrer endet in einem Abenteuer. Der Schlitten kollidiert mit einem Baum, die Hunde reißen sich los und Tom und Sara müssen die Nacht in einer Skihütte verbringen. Tom fragt sie nach ihrer Meinung über einen schmeichelhaften Artikel, den er über sie geschrieben hat. Sara ist erfreut und erzählt ihm ihre Lebensgeschichte. Am nächsten Tag entdeckt Tom eine Zeitung mit der Schlagzeile, dass der berühmte Kriegsreporter Thomas Tyler Sun Valley besucht. Thomas reist fluchtartig ab, während der Graf seiner Verlobten den Artikel zeigt. Aus Rache erzählt sie einigen Reportern, sie habe Thomas geheiratet und ihm eine Million Dollar gegeben. Diese Story liest nun Duffy und feuert Thomas, was dessen Freundin Jessica Woods besorgt.
Thomas sendet Telegramme an alle Zeitungen, die den Artikel gebracht haben und fordert eine Gegendarstellung. Ein Reporter fragt bei Sara nach, die das Telegramm als Streich bezeichnet. Bei einer Verabredung mit Jessica und seinem Freund Findley kommt Thomas eine Idee, wie er beweisen kann, dass er nicht mit Sara verheiratet ist. Er macht Jessica einen Antrag. Als sie jedoch das Aufgebot bestellen wollen, weist sie der Standesbeamte ab, da die Zeitungen von Thomas als Saras Ehemann schreiben. Nach einem Einkauf in einem Farley-Supermarkt kommt Thomas eine weitere Idee. Er will Sara in der Öffentlichkeit bloßstellen. So weigert er sich vehement, seine Einkäufe in einem ihrer Supermärkte zu bezahlen. In Saras Haus lässt er sich in ihrer Abwesenheit vom Butler ein Zimmer neben ihrem Schlafzimmer herrichten. Als Sara ihn nach einem Nachtclubbesuch überrascht zu Hause antrifft, will er die Nacht im Haus verbringen. Sara knickt endlich ein und erklärt sich bereit, Duffy am Morgen die Wahrheit zu erzählen.
Auf dem Weg in die Stadt legen sie eine Pause an einer Raststätte ein. Sara ändert ihre Meinung und macht ihrem angeblichen Ehemann eine Szene. Einige Lastwagenfahrer eilen ihr zu Hilfe und schlagen Thomas k.o. Die Polizei erscheint und nimmt alle wegen Ruhestörung fest, so müssen Thomas und Sara die Nacht in einer Zelle verbringen. Am nächsten Morgen erscheint Graf de Guyon in Begleitung einiger Reporter, um die Kaution zu hinterlegen. Um Thomas zu helfen, bittet Duffy den Anwalt der Zeitung, Ketchell, Sara zu verklagen. Sara sucht die Redaktion auf, um schließlich doch die Sache aufzuklären. Ihr wird eine Vorladung ausgehändigt und sie verlässt ihne Worte die Redaktion. 
Bei der Verhandlung stellt sich Thomas als Opfer einer Verschwörung dar. Sara bleibt zu Jessicas Unmut bei ihrer alten Version. Richter Parker bittet die Parteien in sein Büro, da er die beiden Eheleute wieder zusammenbringen will. Ketchell versucht, Sara mit der Forderung nach Kontrolle über das Geschäft für Thomas aus der Reserve zu locken. Sara sucht einen Ausweg und schlägt eine Annullierung vor, da die Ehe nicht vollzogen wurde. Parker hat genug von dem Hin und Her und wirft alle aus seinem Büro. Er hat aber auch gemerkt, dass sich Thomas und Sara ineinander verliebt haben. Er informiert Thomas heimlich, wie er den Grund der Annullierung aufheben kann. Als Sara nach Hause kommt, findet sie Thomas im Bett vor mit der Lektüre „Das Sexualverhalten des amerikanischen Mannes“.

## Produktion

### Hintergrund
Gedreht wurde der Film von Ende März bis Ende Mai 1948 in den Fox-Studios in Century City.

### Stab
George W. Davis und Lyle R. Wheeler oblag die künstlerische Leitung. Thomas Little und Walter M. Scott waren für das Szenenbild zuständig, Charles Le Maire für die Kostüme, wobei Oleg Cassini die Garderobe für Gene Tierney designte. Verantwortliche Toningenieure waren Roger Heman sr. und Eugene Grossman. Fred Sersen entwickelte die visuellen Effekte.

### Besetzung
In kleinen nicht im Abspann erwähnten Nebenrollen traten Charles Arnt, Lane Chandler, Hope Emerson, Frank Ferguson als Findley, Bess Flowers, Robert Foulk, Percy Helton und Harold Miller auf.

### Musik
Der musikalische Direktor war Lionel Newman. Herbert W. Spencer und Edward B. Powell leiteten das Orchester. 
Im Film wurden folgende Songs gespielt:
- It's Love, Love, Love von Mack David, Joan Whitney und Alex Kramer
- Thanks a Million von Arthur Johnston
- It Happened in Sun Valley von Harry Warren
- This Is the Moment von Frederick Hollander und Leo Robin
- Love's Dream After the Ball von Alfons Czibulka
- What Did I Do? von Josef Myrow

## Veröffentlichung
Die Premiere des Films fand am 21. Dezember 1948 in New York statt. In der Bundesrepublik Deutschland kam er am 29. September 1953 in die Kinos, in Österreich bereits am 5. Mai 1951.

## Kritiken
Der Filmkritiken-Aggregator Rotten Tomatoes hat in einer Auswertung ein Publikumsergebnis von 45 Prozent positiver Bewertungen ermittelt.
Das Lexikon des internationalen Films schrieb: „Leichte Liebeskomödie mit witzigen Dialogen.“
Der Kritiker der The New York Times befand, der Film biete sehr dünne Unterhaltung. Er sei ein alter Scherz ohne die possenhafte Kraft, ihn zu tragen.
Der Kritiker des TV Guide sah ein Remake, in dem Tyrone Power besser sei als im Original sowie eine Gene Tierney in ihrer besten Komödienrolle.